# Chrysolina curvilinea
Chrysolina curvilinea é uma espécie de artrópode pertencente à família Chrysomelidae.